# David Icke
David Vaughan Icke, né le 29 avril 1952 à Leicester, est un théoricien du complot, écrivain, ancien footballeur et commentateur sportif britannique. Il a écrit plus de vingt livres, auto-publiés depuis le milieu des années 1990, et donné des conférences dans plus de 25 pays.

## Biographie

### Jeunesse et carrière dans le football
David Icke naît à Leicester en 1952. Selon lui-même, il est peu intéressé par l'école quand il est enfant. En 1967, il commence une carrière dans le football en tant que gardien de but au centre de formation du Coventry City Football Club.
Après plusieurs relais dans l'équipe réserve d'Oxford United et au Northampton Town FC, il entre au Hereford United puis se voit forcé d'interrompre sa carrière dans le football en 1973 à cause d'une arthrite.

### Journalisme sportif
Il se reconvertit alors dans le journalisme sportif et débute au sein du Leicester Advertiser, puis enchaîne plusieurs emplois au sein de la BBC, pour l'émission d'actualité Newsnight puis comme co-animateur du programme sportif Grandstand en 1983.
En août 1990, son contrat avec la BBC (relevant du service public) prend fin quand il refuse longuement de payer un impôt local (le cens ou Poll tax) imposé la même année par Margaret Thatcher,,.

### Engagement écologiste
Icke commence à flirter avec la médecine alternative, les philosophies New Age et les questions métaphysiques dans les années 1980 dans sa démarche pour soulager son arthrite, et cela augmente son intérêt pour l'écologie politique : « La religion a détourné la spiritualité et a largement abusé de son nom... Les enseignements de l'Église traditionnelle n'avaient guère de sens pour moi, et donc le côté spirituel des choses m'avait échappé. Mais plus je voyageais profondément dans l'écologie politique, plus cela devenait un voyage spirituel... ».
Son deuxième livre publié en 1989, It Doesn't Have to Be Like This, donne un aperçu de son point de vue sur l'environnement. Icke est régulièrement invité à des événements médiatisés avec d'autres célébrités, comme sur les droits des animaux dans un débat télévisé à l'Institution royale ou à participer à une publicité pour une organisation caritative pour les enfants .
De la fin des années 1980 au début des années 1990, il est brièvement porte-parole du Parti vert,. Lors d'une conférence de presse de 1990, il prétend être le fils de Dieu. Un mois plus tard, il démissionne du Parti vert en annonçant à ses collègues qu'il va être au centre d'une « formidable controverse » ; The Guardian interprète son départ comme un conflit de pouvoir. En 1994, il est banni du parti, qui prétexte qu'Icke s'est mis à promouvoir des idées fascistes.

### Prophéties, ésotérisme et spiritualité
En dépit de sa brillante carrière médiatique, Icke écrit que 1989 fut une période de désespoir personnel considérable, et que c'est à ce moment-là qu'il commença à sentir une présence autour de lui, à laquelle il s'adresse à voix haute comme en mars 1990, où il est seul dans sa chambre d'hôtel. En 1990, il se met à rendre visite à la médium Betty Shine. Lors de l'une de ses visites chez elle, en mars 1990, Shine lui dit qu'elle reçoit un message du monde de l'esprit de Wang Ye Lee, un personnage qu'elle décrit comme « d'apparence chinoise » et habillé en mandarin dont la dernière incarnation aurait eu lieu au XIIIe siècle, précisant que Socrate était avec lui. S'ensuit alors pour Icke une « période turquoise » où il commence à voir un « œil » partout où il regarde. Il lit les livres du mystique américain Edgar Cayce et pratique l'écriture automatique. 
En février 1991, Icke visite un cimetière pré-inca à Sillustani près de Puno au Pérou, où il se sent attiré par un monticule de pierres de haute taille. Placé en son centre, les bras levés au ciel, il a conscience que les gens parleront à ce sujet dans 100 ans puis son corps est secoué, comme branché sur une prise électrique. Il décrit cette expérience comme la Kundalinî activant ses chakras ou centres d'énergie, ce qui déclencherait un « niveau supérieur de conscience ».
Il publie le livre de prophéties Truth Vibrations en 1991, censé « ouvrir les yeux sur les vérités sur Dieu et la vie, vérités... si longtemps oubliées » alors que son profil public par le biais du Parti vert (porte-parole) et de la BBC (journaliste sportif) est à son apogée.
Sa vie prend un tournant radical en avril 1991, lors d'une émission télévisée animée par Terry Wogan à la BBC où, entouré de sa famille et vêtu d'un survêtement turquoise — sa couleur cosmique fétiche à l'époque, devant conduire l'« énergie positive » —, il déclare à l'antenne être « le fils de Dieu » ou « de la divinité ». Il y parle également des messages transmis par « voix et écriture automatique » et présente un certain nombre de prophéties dont l'éruption imminente du mont Rainier dans l'État de Washington ; il insiste sur le fait qu'il y aura des tremblements de terre et des éruptions volcaniques en 1991 et que s'il n'y en a pas, « la Terre cessera d'exister »,.

### Conspirationnisme
L'année 1994 « marque une deuxième phase de la pensée d'Icke, dans laquelle les récits de conspiration, tel le magazine australien Nexus sur « les nouvelles alternatives, la santé, la science future et l'inexpliqué » et dont la « vision du monde présentée - à la fois millénariste et apocalyptique, holistique et contre-épistémique - est un exemple clair de complot métaphysique », deviennent » sa source d'inspiration « plutôt que les sources canalisées et les textes théosophiques. Il les relie à un méta-narratif concernant l'asservissement de l'humanité par les Illuminati qui gouverneraient secrètement le monde en le manipulant ». 
Dans Robot's Rebellion, il fait de fréquentes références au canular antisémite des Protocoles des Sages de Sion et au prétendu révisionnisme de l'Holocauste juif. Les allusions claires au faux du Talmud démasqué de Justinas Pranaitis contenues dans ...And The Truth Shall Set You Free, attirent l'attention sur Icke dans le « Guardian » et le « London Evening Standard », ainsi que d'institutions juives qui pointent l'antisémitisme contenu. Il y poursuit la combinaison des récits populaires millénaristes et des complots, avec des critiques du contrôle des Illuminati sur le système bancaire, les médias et la politique, et notamment sur le sionisme, et  développe l'idée que les contrôleurs ultimes des Illuminati sont extra-terrestres.
Selon une journaliste du Guardian, il aurait écrit en janvier 1999 : « Entre l'an 2000 et 2002, les États-Unis auront à subir une attaque majeure sur l'une de leurs grandes villes ». Dans son livre, Truth Vibrations, publié en 1990, il déclare que « les années après le millénaire verront se former de grands conflits qui rendront les Nations-Unies obsolètes » et il prédit aussi de sévères ouragans autour du golfe du Mexique et de La Nouvelle-Orléans après l'an 2000. Ses nombreuses autres prophéties ne s'étant pas avérées, Icke mobilise une stratégie pour expliquer leur échec ou pour ne plus avoir à les évoquer, et elles sont discrètement abandonnées, comme dans son livre Love Changes Everything de 1994, où il s’identifiait explicitement comme « New Age », qui disparaît de son site web et de sa bibliographie.
En 2007, il est en procès avec un ancien associé en affaires qui détiendrait fallacieusement les droits de ses seize livres.
En 2020, lors de la pandémie de Covid-19, David Icke participe à une manifestation anti-confinement à Birmingham et prétend que la pandémie serait liée à la 5G. À la suite de ses nombreuses désinformations au sujet de la pandémie, les comptes de David Icke sur les réseaux sociaux YouTube, Twitter et Facebook se voient supprimés,.

#### Notoriété
Il est l'auteur de plus de 20 livres et de nombreux DVD ; il a donné des conférences dans plus de 25 pays, dans des universités et d'autres lieux souvent propres aux concerts de rock, parlant jusqu'à 10 heures devant le public, et son site web se classe régulièrement parmi les 10 000 premiers au monde,,.

### Vie privée
Il est un temps marié à Linda Atherton. Le couple divorce en 2001 mais reste en bons termes et Atherton continue de travailler en tant que directrice commerciale d'Icke. 
En 1990, avant sa visite au Pérou, Icke rencontre à Calgary Deborah Shaw, une spirite anglaise vivant au Canada et peu après, le couple entame une liaison, avec la bénédiction apparente de la femme d'Icke. En 1991, Shaw commence à vivre avec le couple, un arrangement de courte durée que la presse a appelé le « triangle turquoise ». Deborah Shaw change son nom en « Mari Shawsun » tandis que Linda, la femme d'Icke, devient « Michaela », en référence à l'archange Michel,.
La relation avec Shaw conduit à la naissance de Rebecca en 1991. Icke écrit en 1993 qu'il a décidé de ne pas rendre visite à sa fille qu'il n'avait vue qu'une seule fois, à la demande de Shaw. En 1992, la femme d'Icke donne naissance au deuxième fils du couple, Jaymie.
En 1997, Icke rencontre sa seconde épouse, Pamela Leigh Richards en Jamaïque. Lui et Linda Atherton divorcent en 2001, et Icke se remarie la même année avec Richards. Ce couple se sépare en 2008 et divorce en 2011,,.

## Thèses

### Générales

#### Anciens astronautes et Illuminati
David Icke est un partisan du néo-évhémérisme et pense que le Nouveau Testament a été écrit par Lucius Calpurnius Piso et non par les apôtres du Christ, reprenant une théorie énoncée précédemment par Abelard Reuchlin. Son livre Robot's Rebellion reprend l'idée selon laquelle les dynasties Illuminati sont originaires des premières civilisations telles que Sumer et l'ancienne Babylone, hybridée avec les théories des Anciens astronautes et donc que les Illuminati descendraient des extraterrestres

#### Reptiliens
Icke croit et diffuse la théorie du complot des reptiles humanoïdes, qu'il a popularisée.

### Politiques

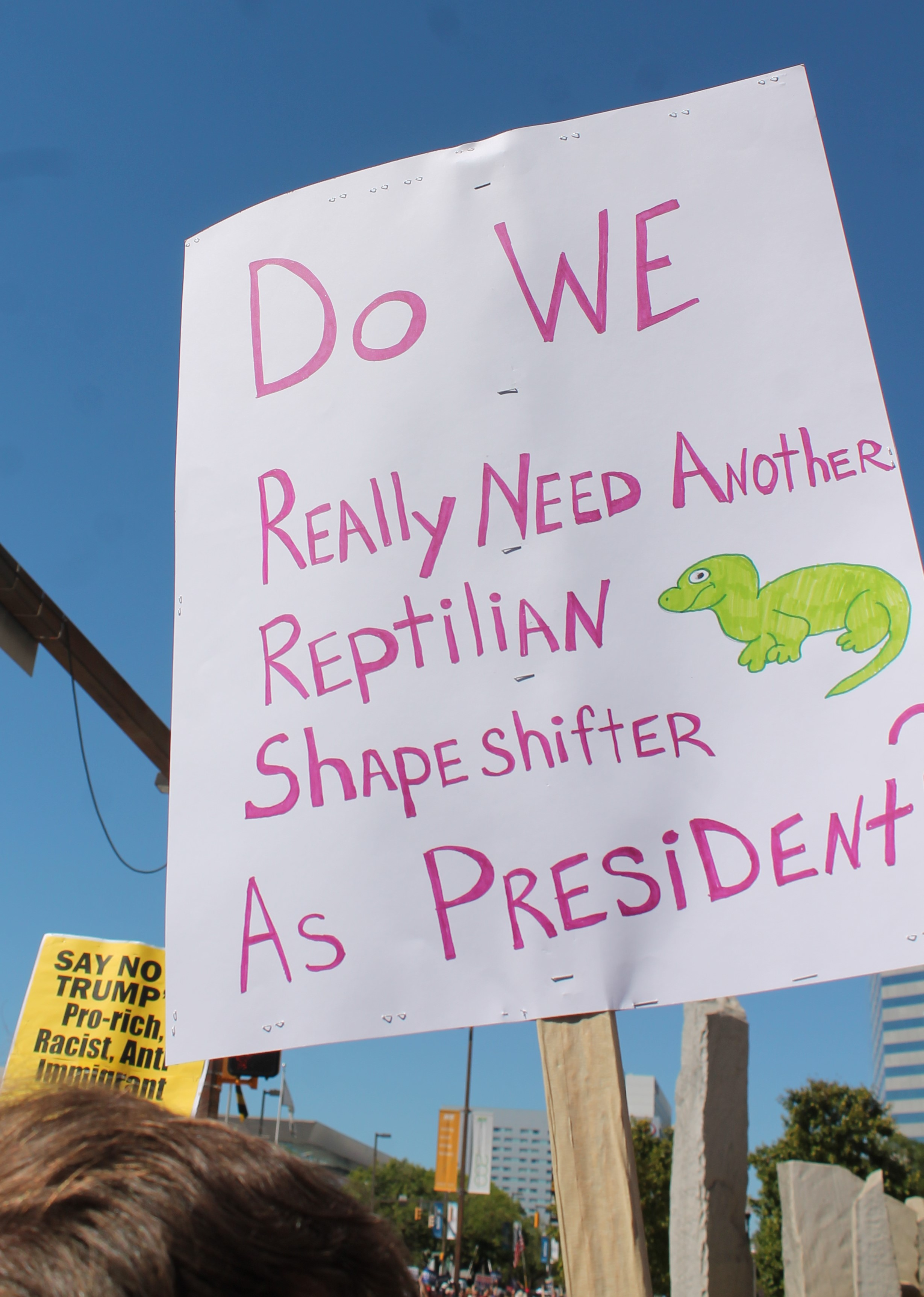
Manifestation anti-Trump à Baltimore, en 2016.

Dans And the Truth Shall Set You Free (Et la vérité vous affranchira) publié en 1996, David Icke affirme :
« Je crois fermement qu'une petite clique juive, ultra riche, qui méprise la masse du peuple juif, a travaillé avec des non-juifs pour créer la Première Guerre mondiale, la révolution russe et la Seconde Guerre mondiale... Ils ont ensuite dominé la conférence de la paix de Versailles et créé les circonstances qui ont rendu la Seconde Guerre mondiale inévitable. Ils ont financé la prise de pouvoir de Hitler en 1933 et ont fourni les fonds disponibles pour son réarmement »,
Les idées d'Icke ont un attrait populaire considérable, coupant à travers les clivages politiques, économiques et religieux. S’appuyant sur des faux historiques avérés, comme Le Protocole des Sages de Sion, il diffuse auprès de ses publics un large éventail de croyances, unissant des individus et groupes de gauche et de droite, des new agers, des ufologues, des nationalistes ou des chrétiens d'extrême droite, des néo-nazis comme le groupe Combat 18, qui soutiennent ses théories.
Parmi les fans des écrits d'Icke, se trouve même la militante pacifiste antiraciste et prix Pulitzer devenue antisémite, et complotiste Alice Walker qui dit apprécier sa « liberté d'esprit », et son « intrépidité » qui lui rappelle celle de Malcolm X,, ; elle estime que David Icke n'est ni antisémite ni anti-Juif mais « qu'il est assez courageux pour poser les questions que d'autres craignent de poser ».

## Critiques
Les critiques considèrent que « reptiliens » d'Icke est un nom de code désignant les Juifs, ce qu'Icke nie farouchement. Selon eux, la théorie « reptilienne » et d'autres théories d'Icke sont antisémites et ils accusent Icke d'être en sus un négationniste,,,.
En 2001, Icke déclare également que les Protocoles des Sages de Sion (canular antisémite tsariste de la fin du XIXe siècle) sur lequel il appuie certains de ses ouvrages témoigne non d'un complot juif mais d'un « complot reptilien ». Néanmoins, depuis son entretien télévisé avec Wogan en 1991, dans lequel il prétendait être « le fils de Dieu », la presse décrit généralement Icke comme un « cinglé antisémite ».
Le chercheur David G. Robertson présente les théories d'Icke comme un exemple particulièrement sophistiqué de combinaison des récits d'OVNI et d'Illuminati, dont les idées se sont développées sur un arrière-plan de littérature théosophique et conservent une position fermement millénariste encore de nos jours. Il explique aussi qu'au milieu des années 1990, de nombreuses personnalités éminentes du « New Age » reconnaissaient que leurs prophéties millénaristes imminentes n'aboutissaient pas comme prévu, et certaines stratégies plus ou moins heureuses ont dû être mobilisées pour éviter la dissonance cognitive. Contrairement à la majorité de ses pairs, David Icke propose une solution pour expliquer pourquoi les prophéties avaient échoué : un « quelque chose », une agence occulte malveillante empêche le « Nouvel Âge » d'arriver. En d'autres occasions, les prophéties falsifiables sont réadaptées ou discrètement abandonnées, particulièrement celles comprises dans Truth Vibrations de 1991, dont il continue de souligner les seuls succès prophétiques potentiels, « augmentant ainsi son capital épistémique dans le domaine ». Sir George Trevelyan, un des premiers promoteurs du New Age et partisan de Findhorn, déclare à propos d'Icke : « C'est l'homme que j'attends depuis de nombreuses années ».
Political Research Associates (en) décrit la politique d'Icke comme « un méli-mélo de la plupart des thèmes dominants du néofascisme contemporain, mélangés avec une poignée de sujets puisés dans le mouvement de la milice américaine », et présente également le soutien qu'Icke a obtenu des groupes d'extrême-droite et néo-nazis, y compris le violent groupe britannique Combat 18 qui est lié aux attentats des quartiers minoritaires à Londres,. 
Selon l'historien Raoul Girardet, l'explication par le complot est d'autant plus convaincante qu'elle se veut totale et d'une exemplaire clarté, en postulant qu'une seule entité exercerait un complot universel, agissant afin de se répartir des pouvoirs dans tous les domaines à travers le monde. Cette définition est appelée la « systemic conspiracy theory » par Mickaël Barkun. La sociologue Véronique Campion-Vincent distingue la catégorie, encore supérieure, des « mégacomplots », rejoignant ainsi la « superconspiracy theory » identifiée aussi par Barkun. Apparu dans les années 1990-2000 avec David Icke et repris dans des œuvres de fiction (comme la série X-Files ou le best-seller Da Vinci Code), le « super-conspirationnisme » donne une explication globale de l'Histoire ou du monde, y compris sous ses dimensions métaphysiques. 
Le professeur de sciences politiques Mickael Barkun, spécialiste des théoriciens du complot, considère David Icke comme la personne la plus influente de la conspiration New Age, possédant « une clarté rarement trouvée dans le genre » et désigne ses travaux comme étant une « improvisation millénariste », un « acte de bricolage » car toute chose serait connectée à la vision du monde conspirationniste, chaque source pourrait être exploitée pour y être reliée,. Pour Barkun, Icke plaide activement pour la droite radicale. Il note aussi que les seuls Américains qui comprennent le « Nouvel Ordre mondial » sont les nationalistes chrétiens.
Se fondant sur la distinction qu'opère le professeur de théorie critique Douglas Kellner (en) entre paranoïa clinique et « paranoïa critique » qui affronte le pouvoir, les universitaires Richard Kahn et Tyson Lewis soutiennent qu'Icke affiche des éléments des deux,,.
En 2019, le site du « Monde » publie un article dans sa rubrique « Les décodeurs », qui prétend que contrairement aux allégations complotistes qui pullulent à ce sujet, le système bancaire mondial n'est pas entre les mains de la banque Rothschild,,.

### Boycott
Après son approbation du faux antisémite des Protocoles des Sages de Sion dans ses ouvrages The Robot's Rebellion et ...And the Truth Shall Set You Free, son éditeur Gateway refuse de publier ses livres qui seront auto-publiés par la suite.  
Après la publication de ...And The Truth Shall Set You Free, le Parti vert lui interdit de s'exprimer lors d'une conférence en septembre 1994.
Le 1er mai 2020, Facebook annonce avoir supprimé sa page parce que durant la pandémie de Covid-19, il a diffusé des « informations fausses relatives à la santé pouvant causer des dommages ».

## Œuvres
- (en) Infinite Love Is the Only Truth: Everything Else Is Illusion, USA, Bridge of Love Publications, 2005.  (ISBN 0-9538810-6-7)
- (en) Tales from the Time Loop: The Most Comprehensive Expos of the Global Conspiracy Ever Written and All You Need to Know to Be Truly Free, UK, Bridge of Love Publications 2003.  (ISBN 0-9538810-4-0)
- (en) Alice in Wonderland and the World Trade Center Disaster, UK, Bridge of Love Publications, 2002.  (ISBN 0-9538810-2-4)
- (en) Children of the Matrix. How an Interdimensional Race has Controlled the World for Thousands of Years-and Still Does, UK, Bridge of Love Publications, 2001 (trad. Les enfants de la matrice)  (ISBN 0-9538810-1-6)
- (en) The Biggest Secret: The Book That Will Change the World, UK, Bridge of Love Publications, 1999 (trad. Le plus grand secret, le livre qui transfomera le monde, 2 t.)  (ISBN 0-9526147-6-6) ; éditions Louise Courteau
- (en) Lifting the Veil: David Icke interviewed by Jon Rappoport, Truth Seeker, 1998.  (ISBN 0939040050)
- (en) I Am Me, I Am Free: the Robot's Guide to Freedom, Truth Seeker, 1996 ; 1998.  (ISBN 0-9526147-5-8)
- (en) ...and the Truth Shall Set You Free, UK, Bridge of Love Publications, 1996.  (ISBN 0-9538810-5-9)
- (en) Heal the World: A Do-It-Yourself Guide to Personal and Planetary Transformation, Gateway, 1994.  (ISBN 1-85860-005-7)
- (en) The Robot's Rebellion, Gateway, 1994.  (ISBN 1-85860-022-7)
- (en) Love changes everything, 1994 (non disponible)
- (en) Days of Decision, Jon Carpenter Publishing, 1994.  (ISBN 1-897766-01-7)
- (en) Truth Vibrations, Gateway, 1991 ; Revised édition 1994.  (ISBN 1-85860-006-5)
- (en) In the Light of Experience: The Autobiography of David Icke, UK, Time Warner Books, 1993.  (ISBN 0-7515-0603-6)
- (en) Love Changes Everything, Harper Collins Publishers, 1992.  (ISBN 1-85538-247-4)
- (en) It Doesn't Have To Be Like This, Green Print, 1989.  (ISBN 1-85425-033-7)
- (en) It's a Tough Game, Son, Piccolo Books, 1983.  (ISBN 0-330-28047-3)
- (en) The Reptilian Agenda with David Icke and Credo Mutwa - the complete series.

 source utilisée pour la rédaction de cet article :
- (en) The Biggest Secret: The Book That Will Change the World, UK, Bridge of Love Publications, 1999 (trad. Le plus grand secret, le livre qui transformera le monde, 2 t.)  (ISBN 0-9526147-6-6)